# デヴィッド・プラウズ
デヴィッド・プラウズ（David Prowse, MBE、1935年7月1日 - 2020年11月28日）は、イングランドの俳優。
ブリストル出身。ボディビルダーやウェイトリフティング選手として活動した後、198cmの長身と屈強な体格を生かして主に悪者の手下役として出演。2000年に大英帝国勲章（MBE）を授与された。

## ダース・ベイダーとして

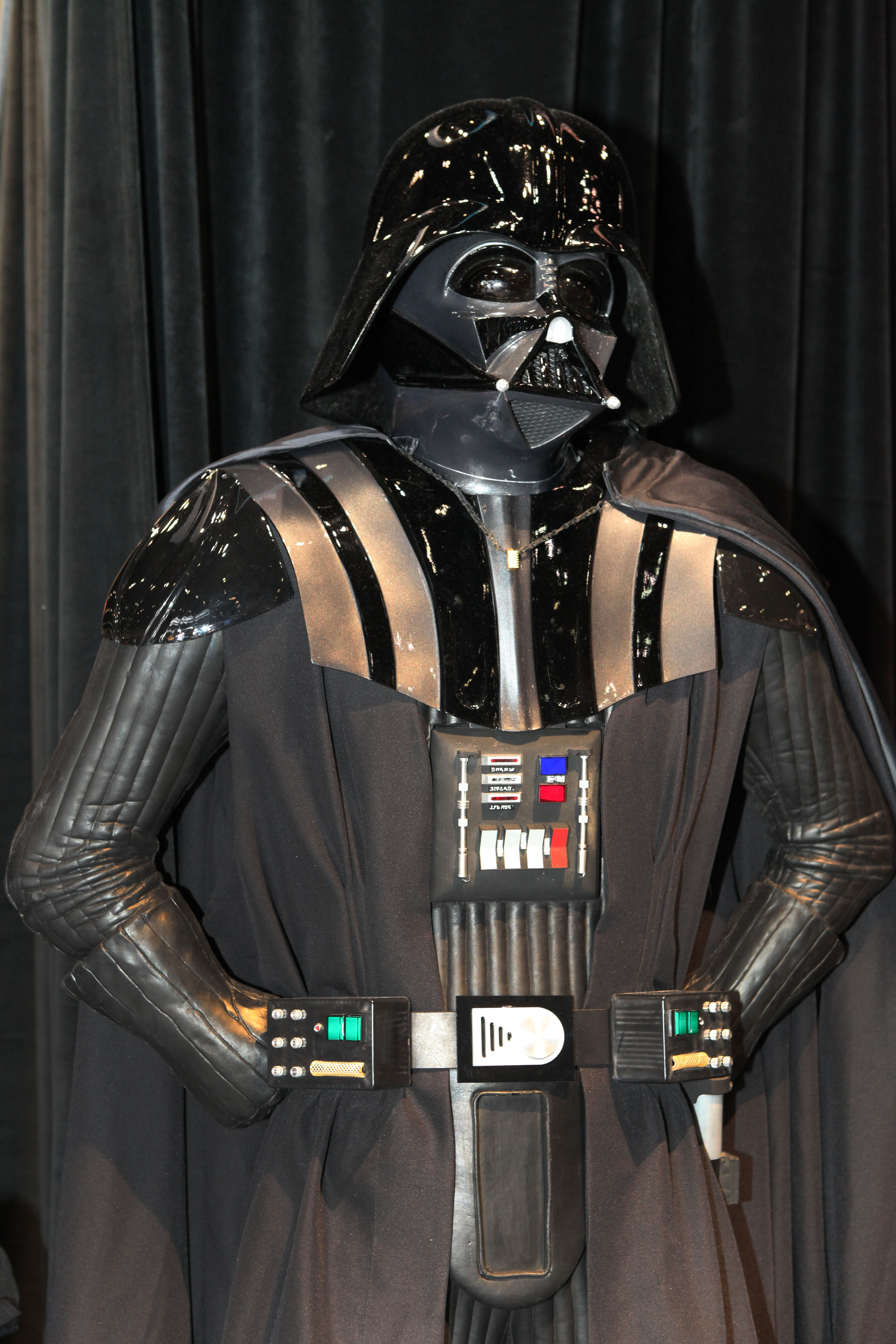
ダース・ベイダー

プラウズの名を一躍有名にしたのは、「スター・ウォーズ・シリーズ」エピソード4『新たなる希望』 - エピソード6『ジェダイの帰還』でのダース・ベイダー役である。ただ後述のように、それはスーツアクター的な役回りであった。
プラウズは声も担当したいと希望したが、英西部地方のなまりが強いことに制作者サイドが難色を示したため実現せず、ジェームズ・アール・ジョーンズが担当した。
プラウズは殺陣が苦手で、ライトセーバーを折ってしまうNGを連発したため、エピソード5『スター・ウォーズ エピソード5/帝国の逆襲』以降はそのシーンのみ殺陣指導のボブ・アンダーソンがアクターを担当している。
また、エピソード6『ジェダイの帰還』の終盤でベイダーのマスクが取れ、アナキン・スカイウォーカーとしての素顔を表す場面があるが、これもプラウズではなくセバスチャン・ショウが演じている。プラウズを外した理由は、プロデューサーのゲイリー・カーツによると、ジョージ・ルーカスがベイダーとしては若すぎると考えたため、同ロバート・ワッツによると、プラウズには報道陣に口を滑らせる癖があり、筋書きを知られてマスコミに流されたくなかったためとされる。しかし、プラウズがエピソード6の撮影中に受けたデイリー・メール紙の独占インタビュー記事で、ダース・ベイダーの死をスクープされたため、プラウズが情報を流したと信じたルーカスは激怒し、関係は険悪となった。プラウズはリークを否定しており、後日、この記事を書いたデイリー・メール紙の記者ポール・ドノヴァンもリークしたのは匿名の別人だと証言している。
プラウズとしても、吹替のみならずラストシーンまでないがしろにされたことでルーカスへの不満を抱いており、確執は続いた。そして2010年、プラウズはルーカスフィルム関連の公式イベントへの出入り禁止を言い渡されてしまった。
2015年、彼にスポットを当てたドキュメンタリー映画『I AM YOUR FATHER/アイ・アム・ユア・ファーザー』が制作された。

## エピソード
英国交通事故防止キャンペーンの一環でグリーンクロスマンを演じたことにより、2000年に大英帝国勲章（MBE）を授与された。

## 死去
2020年11月に新型コロナウイルス感染症（COVID-19）に罹患し、2週間の闘病生活の後、11月28日にロンドンの病院で85歳で死去した。また、晩年はアルツハイマー病を発症していたとされる。

## 主な出演作品
- 007 カジノ・ロワイヤル Casino Royale  (1967) クレジットなし
- ハマーヘッド Hammerhead (1968)
- The Horror of Frankenstein (1970)
- 時計じかけのオレンジ A Clockwork Orange (1971)
- 吸血鬼サーカス団 Vampire Circus (1972)
- ブラック・スネイク Black Snake (1973)
- フランケンシュタインと地獄の怪物（モンスター） Frankenstein and the Monster from Hell (1974)
- 暗殺指令ブラック・サンデー Callan (1974)
- スター・ウォーズ Star Wars (1977)
- ジャバーウォッキー Jabberwocky (1977)
- 続・恐竜の島 The People That Time Forgot (1977)
- スター・ウォーズ エピソード5/帝国の逆襲 Star Wars: The Empire Strikes Back (1980)
- スター・ウォーズ エピソード6/ジェダイの帰還 Star Wars: Return of the Jedi (1983)
- I AM YOUR FATHER/アイ・アム・ユア・ファーザー I Am Your Father (2015) ドキュメンタリー映画